# Plössen
Plössen ist ein Gemeindeteil der Gemeinde Speichersdorf im Landkreis Bayreuth (Oberfranken, Bayern). Die Gemarkung Plössen hat eine Fläche von 4,937 km². Sie ist in 700 Flurstücke aufgeteilt, die eine durchschnittliche Fläche von 7052,75 m² haben. In ihr liegen neben dem namensgebenden Ort die Gemeindeteile Selbitz, Speichersdorf (zum Teil) und Sorg (zum Teil).

## Lage
Das Dorf am Mühlbach, einem rechten Zufluss des Flernitzbachs. Nördlich fließt der Herrenweihergraben vorbei und mündet im Osten in den Mühlbach. Zum historischen Altort kam im 20. Jahrhundert nördlich die Bgm.-Kohl-Siedlung und im Süden ein kleineres Mischgebiet. Nordwestlich von Plössen, schon in Speichersdorf, befindet sich der Flugplatz Rosenthal-Field Plössen. Die Staatsstraße 2184 führt nach Speichersdorf zu einer Anschlussstelle der Bundesstraße 22 (2,7 km nordwestlich) bzw. nach Firkenhof (2,5 km südöstlich). Gemeindeverbindungsstraßen führen nach Ramlesreuth (1,4 km südwestlich) und nach Guttenthau zur Kreisstraße BT 18 (2,3 km östlich).

## Geschichte
1792 bestand Plössen aus 15 Anwesen (4 je 1⁄1 Hoffuß, 10 je 1⁄2 und 1 zu 1⁄16). In Gemeindebesitz standen ein Hirtenhäusel und die Schmiede.
Mit dem Gemeindeedikt wurde 1808 der Steuerdistrikt Plössen gebildet. Zu diesem gehörten Aumühle, Holzmühle, Kodlitz, Nairitz, Ramlesreuth, Selbitz, Sorg. Zur Ruralgemeinde Plössen gehörten Forsthaus, Holzmühle, Kodlitz und Selbitz. Sie unterstand in Verwaltung und Gerichtsbarkeit dem Landgericht Kemnath. Im Zuge der Gebietsreform in Bayern wurde Plössen am 1. Januar 1972 nach Speichersdorf eingemeindet.

## Baudenkmäler
In Plössen gibvt es fünf Baudenkmale:
- Die Kapelle (Plössen 2) ist ein neugotischer Walmdachbau mit Sandsteingliederung. Sie trägt einen Giebelreiter, bezeichnet „1864“.[12]
- Das Wohnstallhaus (Plössen 1), ein zweigeschossiger Sandsteinquaderbau mit Walmdach, Eckpilaster, Gurtgesims, Fenstergewänden und Fensterschürzen, ist bezeichnet „1802“.[12]
- Das Wohnstallhaus  (Plössen 5; Plössen 9), ein zweigeschossiger Walmdachbau mit Ecklisenen und Sohlbankgesims, ist bezeichnet „1862“. Das Nebengebäude, ein eingeschossiger Satteldachbau aus Sandsteinquadern, mit Kniestock, ist bezeichnet „1794“.[12]
- Das Wohnstallhaus (Plössen 10) ist ein zweigeschossiger Walmdachbau mit Sohlbank- und Konsolgesims. Es wurde Mitte des 19. Jahrhunderts errichtet.[12]
- Das Kruzifix (an der St 2184; am Steinbruch) aus Gusseisen, bezeichnet „1933“, steht auf einem Granitsockel.[12]